# Forza Europa
Il gruppo Forza Europa è stato un gruppo politico del Parlamento europeo attivo tra il 1994 e il 1995. È stato formato in maggioranza dai parlamentari del partito italiano Forza Italia, con alcuni esponenti di altri partiti di centro-destra.

## Storia del gruppo

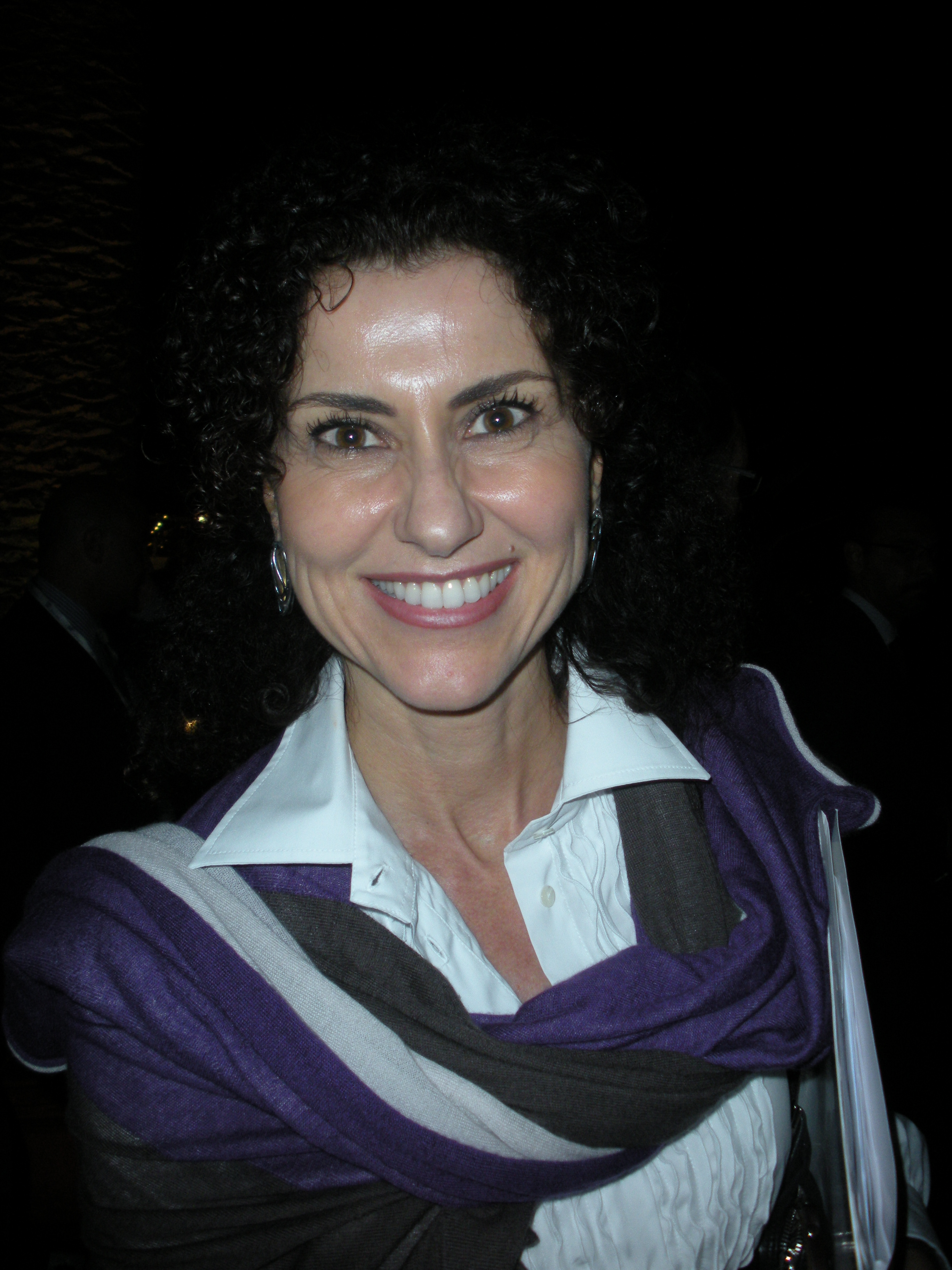
Luisa Todini

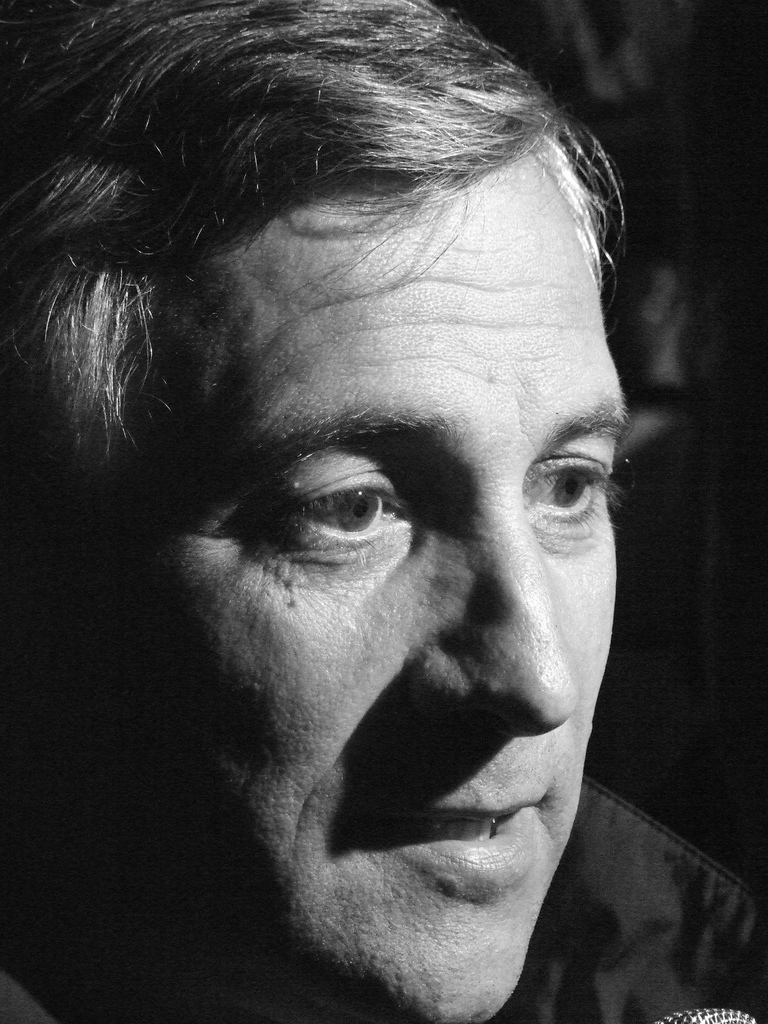
Antonio Tajani

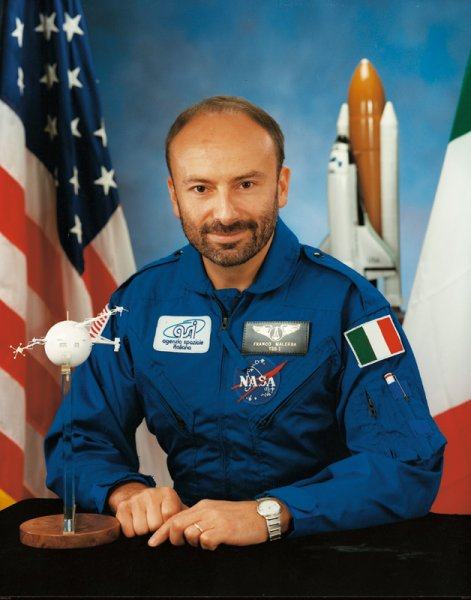
Franco Malerba

Nelle elezioni europee del 1994 il neo-partito Forza Italia ottiene 27 seggi al parlamento europeo col 30,5% dei voti. Forza Italia, partito di centro d'ispirazione liberale composto soprattutto da ex socialisti ed ex democristiani e nato proprio nel 1994, costituisce il 19 luglio un proprio gruppo parlamentare: Forza Europa, al quale aderiscono anche Stefano De Luca, esponente dell'Unione di Centro, nonché due moderati del Centro Cristiano Democratico eletti nelle liste di Forza Italia.
Il presidente del gruppo era Giancarlo Ligabue; vicepresidenti erano Guido Viceconte e Alessandro Fontana.
Alla fine del 1994 hanno aderito al gruppo Enrico Ferri, eletto tra le file del PSDI e dopo passato al CCD, e Marilena Marin, eletta nella Lega Nord, aderente ai Federalisti e Liberaldemocratici.
Il 6 luglio del 1995 il Gruppo Forza Europa si è unito al Gruppo dell'Alleanza Democratica Europea, gruppo conservatore composto dai gollisti francesi del Raggruppamento per la Repubblica e dai repubblicani irlandesi del Fianna Fáil, formando il Gruppo dell'Unione per l'Europa.

## Composizione
| Partito                          | Abbr. | Lista di elezione | Stato  | MPE | Precedente |
| -------------------------------- | ----- | ----------------- | ------ | --- | ---------- |
| Forza Italia                     | FI    | Forza Italia      | Italia | 24  |            |
| Centro Cristiano Democratico     | CCD   | Forza Italia      | Italia | 2   |            |
| Unione di Centro                 | UdC   | Forza Italia      | Italia | 1   |            |
| Federalisti e Liberaldemocratici | FLD   | Lega Nord         | Italia | 1   | ELDR       |
| Centro Cristiano Democratico     | CCD   | PSDI              | Italia | 1   | NI         |